# Космос-2106
Космос-2106 је један од преко 2400 совјетских вјештачких сателита лансираних у оквиру програма Космос.
Космос-2106 је лансиран са космодрома Плесецк, СССР, 28. новембра 1990. Ракета-носач Циклон-3 је поставила сателит у орбиту око планете Земље. Маса сателита при лансирању је износила 3000 килограма. Космос-2106 је био сателит намијењен за електронско извиђање, јављање и навођење.